# Miroslav Vajdić
Miroslav Vajdić (Zagreb, 24. listopada 1956.), hrvatski je fotograf.

## Životopis
Miroslav Vajdić rođen je u Zagrebu 1956. godine od oca Dragutina i majke Katice. Godinama je radio kao glazbeni urednik na radiopostajama Radio 101 i Radio Samobor te se bavio slikanjem i fotografijom. Fotografije su mu objavljivanje u knjigama, publikacijama, cd izdanjima te na raznim web stranicama. Izlagao je u zemlji te na velikom broju skupnih izložbi van Hrvatske a zadnja samostalna izožba bila je u Galeriji Sunce u Zagrebu. U monografiji PORTRET HRVATSKE 2020 objavljen je portret Drago Plečko. Diplomirao je fotografiju na Shaw Academy a posjeduje i Harvard cerifikat o fotografskim znanjima i vještinama.
Kontrolirani autoportret ( Controlled Self-Portrait ) 2015 godine u 6 mjesecu na Trgu bana Jelačića Miroslav Vajdić postavio je foto aparat na stalku sa žičanim okidačem te pustio ljude da se samostalno fotografiraju i rade auto-portret uz njegove upute vezane uz kompoziciju i kadar a objekti su samostalno odlučivali o vremenu okidanja te položaju lica te iz tog razloga serija fotografija i tehnika ima ime "Kontrolirani autoportret"
"Coronaquake" - Za vrijeme trajanja korone i potresa u Zagrebu prvi je počeo upotrebljavati opisnu riječ "Coronaquake" što je detaljnije opisano na stranici Urban Dictionary

## O radu
Miroslav Vajdić s posebnim je darom za lijepo (Dr. sc. Ljubomir Radovančević) i vrlo lako dokazuje da nije sve u najnovijem fotoaparatu i objektivu, već da ipak moramo biti povezani s onim dijelom naše unutrašnje prirode koji će nam omogućiti da probudimo emocije, kako u nama, tako i u promatračima. Kreativan je i poznat fotograf. Suradnik je agencije Pixsell te magazina Timeout.com - pristupljeno 22. kolovoza 2020. kao i mnogih drugih.
- 1990 - Video, YU Video FEST 1990, Vrsac, YU Best video - Miroslav Vajdić video "Life is life"
- 1990 – Knjiga ,Plažanin Darko – Svakidašnji put / Ilustracije : Miroslav Vajdić – UDK 886.2-1 – Kataloški ID : 1005070480362
- 1990 – Knjiga ,Marijan Čekolj – Haiku komunikacija / Ilustracije : Miroslav Vajdić
- 2008 – Knjiga Keith Seedon - Tractatus Philosophicus / fotografije Miroslav Vajdić –  ISBN 10: 0955684455ISBN 13: 9780955684456
- 2011 - Katalog izložbe,Miroslav Vajdić: Kalendarium - ISBN: 978-953-7577-35-3.
- 2011 - CD USX records  - Damian Brochey aka Dasubot -Elektronicity - photos by Miroslav Vajdić
- 2011 - CD Winter snute feat Freesound project - photos by Miroslav Vajdić
- 2015 - Cultural Heritage of East Central Europe: A Historical Outline -  By Wojciech Roszkowski Photo by: Miroslav Vajdić -  ISBN 978-83-64091-55-1  ISSN 2450-5749
- 2017 – Knjiga Maja Wentz – Coming second / fotografije Miroslav Vajdić
- 2017 - China in the Balkans: the battleof principles - Michal Makocki, Photo: Miroslav Vajdić
- 2018 - Android app - Photo memory - photos by Miroslav Vajdić
- 2018 - iPhone app - Love camera pro, Chalermphan Pikulvech - photos by Miroslav Vajdić
- 2020 - Grafika, CD Bach, St John Passion - Collegium Japan, MASAAKI SUZUKI - photos by Miroslav Vajdić
- 2020 - Portret Hrvatske 2020, ISBN 978-953-48010-2-4, portret Drage plečka
- 2022 - Knjiga Dubrovnik in black and white, Photo: Miroslav Vajdić – ISBN-13 979-8839788862
- 2022 - Monografija, zaboravljena industrijska baština - Vesna Ivezić Photo: Miroslav Vajdić - ISBN 978-953-8379-53-6

Tijekom svog kreativnog stvaranja bavio se slikanjem i fotografijom ponekad pokušavajući spojiti sve forme u jedinstvenu cjelinu, ali na kraju svega ostala je fotografija kojom se bavi dugi niz godina. Objektivom lovi promjene, mjesta i događaje koji lako promaknu oku ali one koje uvijek ostaju u duši. Na njegovim fotografijama vidi se što znači ne isključiti emocije iz procesa stvaranja. Koliko je kreativan i maštovit u stvaranju fotografije toliko je korektan u prezentaciji dokumentarističke fotografije uvijek stavljajući neki svoj osobni pečat unutar kompozicije, svjetla i sjene. Plodonosan, kreativan i sposoban nesebično podijeliti fotografije u okviru slobodnih licenci te nesebično doprinosi humanitarnim akcijama, više o tome u Susedgradskim novinama.A Marc Rowlands u Time out magazine piše članak koji kaže "A View From Croatia prethodno je ponudio deset najboljih snimaka svojih istaknutih fotografa. Međutim, u slučaju Miroslava Vajdića bilo je nemoguće odabrati tako ograničen broj primjera. Stoga mi je čast predstaviti ovo prošireno priznanje jedinstvenom talentu suvremene fotografije u Hrvatskoj.

## O slikarstvu i fotografiji
Ilustrirao je knjige Darka Plažanina (Svakidašnji put), Marijana Čekolja (Haiku komunikacija i Slike prirode).
Njegove fotografije krase stranice raznih knjiga, audio cd-ova, filmova, reklamnih plakata, video spotova, mobilnih aplikacija te više stotina web stranica. Dugogodišnji je suradnik Openphoto projekta, te Svjetske fotografske organizacije kao i mnogih drugih fotografskih udruženja.

## Izložbe i nagrade

### Skupne izložbe
- 2008 Kaptol centar – Vichy
- 2017 Charlot ( Paris-France ) - Composing with colors exhibition
- 2018 Rendez-vous Photo Fair, Strasbourg – France – Borders exhibition
- 2018 Orms – Cape Town – Art of photography exhibition
- 2018 Mia photo fair – Milano – Best of 2017 exhibition
- 2018 Berlin blue art – Berlin - Art of Black & White
- 2018 Blank Wall Gallery - Athens- Greece - City scenes exhibition
- 2018 The Canvas Gallery - Singapoure – Monochrome exhibition
- 2019 Photo Syntesis - Sofia - Street photography exhibition
- 2019 BBA Gallery – Berlin -  My Favorite Shot exhibition
- 2019 Art Market – Budapest – Amazing Architecture
- 2019 Valid World Hall – Barcelona -People in the City
- 2019  #4 annual Israeli photography convention – Tel-Aviv, Israel
- 2019 Galerija Modulor – Zagreb - Trešnjevački fotomaraton/Jarun
- 2020 Laurent Gallery -  Melbourne, Australia – Borders
- 2020 Laurent Gallery- Melbourne, Australia-My Exhibition Shot
- 2020 Laurent Gallery- Melbourne, Australia-Best of BW photos
- 2020 The Fridge Gallery - Washington DC, USA.- Mostly Black
- 2020 Gallery Gora -Montreal - Canada - Photogenic
- 2020 KGZ Knjižnica Gajnice- Laboratorij Gajnice
- 2021 Valid World Hall – Barcelona, Spain - Powerful Lighting
- 2021 Blank Wall Gallery - Athens, Greece.- "Our Amazing Planet"
- 2021 Akademija art – Godinu dana nakon potresa u Zagrebu – on line izložba
- 2022 Beauty Of The Earth - FotoZA gallery - Johannesburg_South Africa
- 2022 40ti Zagreb salon - 2 fotografije u konkurenciji
- 2024 Bridgeport Art Center - Chicago - "Your Favorite Nature Shot"
- 2024 Modeka Gallery - Manila, Philippines "Art of Black & White"

### Priznanja
- 2012 – The international library of photography – Editor’s choice award
- 2013 - Unique Picture Contest  "Best Of 2013 Photography" fotografija ‘’Harbour at sunset’’
- 2018 – Wiki Loves Monuments 2018’’- winner[11]
- 2018 -  Photo illustration (c) Miroslav Vajdic - Autoportret se pojavljuje u spotu "Pour oublier " poznatog francuskog kantautora Kendji Girac s više od 120 milijuna pregleda ’’-[12]
- 2019 – Wiki Loves Monuments 2019’’- winner – Miroslav Vajdić - Veliki Tabor Castle.[13]
- 2019 - Galerija Modulor – Zagreb - Trešnjevački fotomaraton/Jarun - winner[14]

- 2020 - PORTRET HRVATSKE 2020 – Miroslav Vajdić - Portret Drago Plečko[15]
- 2021 - Wiki Loves Earth 2021 Croatia’’- pobjednik[16]

- 2021 - Foto natječaj Hrvatskog čitateljskog društva Smiješak’’- pohvala[17]

- 2021 – Moja Opatija – Grad u oku kamere – Centar Gervais -  zahvala
- 2021 – Wiki Loves Monuments 2021 - winner – Miroslav Vajdić - pobjednik -5 fotografija.[18]

- 2022 - Wiki Loves Earth 2022 Croatia’’- pobjednik - 3 fotografije.[19]
- 2022 - Wiki Loves Monuments 2022 Croatia’’- pobjednik - 5 fotografija.[20]

- 2022 - 40ti Zagreb salon - 2 fotografije u konkurenciji
- 2023 - Wiki Loves Earth 2023 Croatia’’- pobjednik - 6 fotografija.[21]
- 2023 - Wiki Loves Monuments 2023’’. [22]
- 2024 - Wiki Loves Monuments 2024’’ pobjednik -5 fotografija. [23]

## Vanjske poveznice
- Galerija Sunce - izložba
- Fotografije u knjizi: Tractatus Philosophicus od Keith Seddon
- ilustracije u knjizi Darka Plažanina
- Akademija art - izložba
- Coronaquake - Urban Dictionary
- Time Out Magazine - A view from Croatia: Miroslav Vajdić  Arhivirana inačica izvorne stranice od 20. rujna 2021. (Wayback Machine)
- Akademija art - izložba - Godinu dana nakon potresa u Zagrebu
- Susedgradske novine